# Gerold Lehmann
Gerold Lehmann ist Vorstandsvorsitzender der Weserbank AG und Mitglied des Advisory Board der Johannes Führ Deutschland GmbH.
Lehmann war früherer Deutschlandchef der UBS. Zusammen mit Karcher, dem Ex-Vorstandsvorsitzender der Depfa Bank wollte er nach Übernahme der Weserbank 2006 die frühere Genossenschaftsbank zu einem Investmentinstitut ausbauen.
Lehmann begann seine Laufbahn 1961 im Rentenhandel der Deutschen Bank.
Neben Mitgliedschaften in zahlreichen Anlageausschüssen verschiedener Kapitalanlagegesellschaften war er Mitglied des Börsenrates der Frankfurter Wertpapierbörse.
| Personendaten    | Personendaten   |
| ---------------- | --------------- |
| NAME             | Lehmann, Gerold |
| KURZBESCHREIBUNG | Bankmanager     |
| GEBURTSDATUM     | 20. Jahrhundert |